# Bezeichnungsschemata von Indian Railways

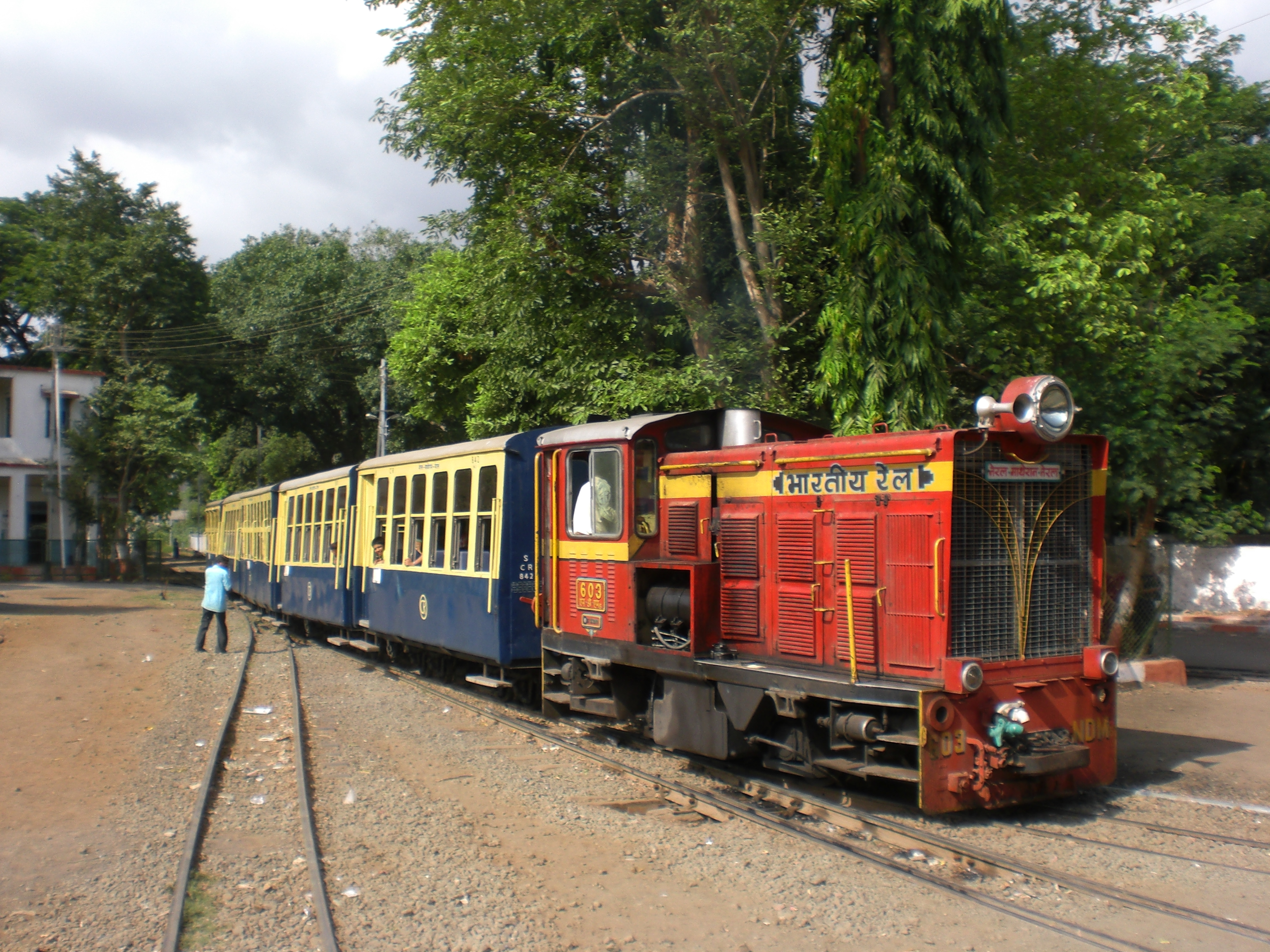
Diesellokomotive der in 610 mm Spurweite ausgeführten Matheran Hill Railway, die für Reise- und Güterzüge eingesetzt werden kann, mit der Bezeichnung NDM-2.

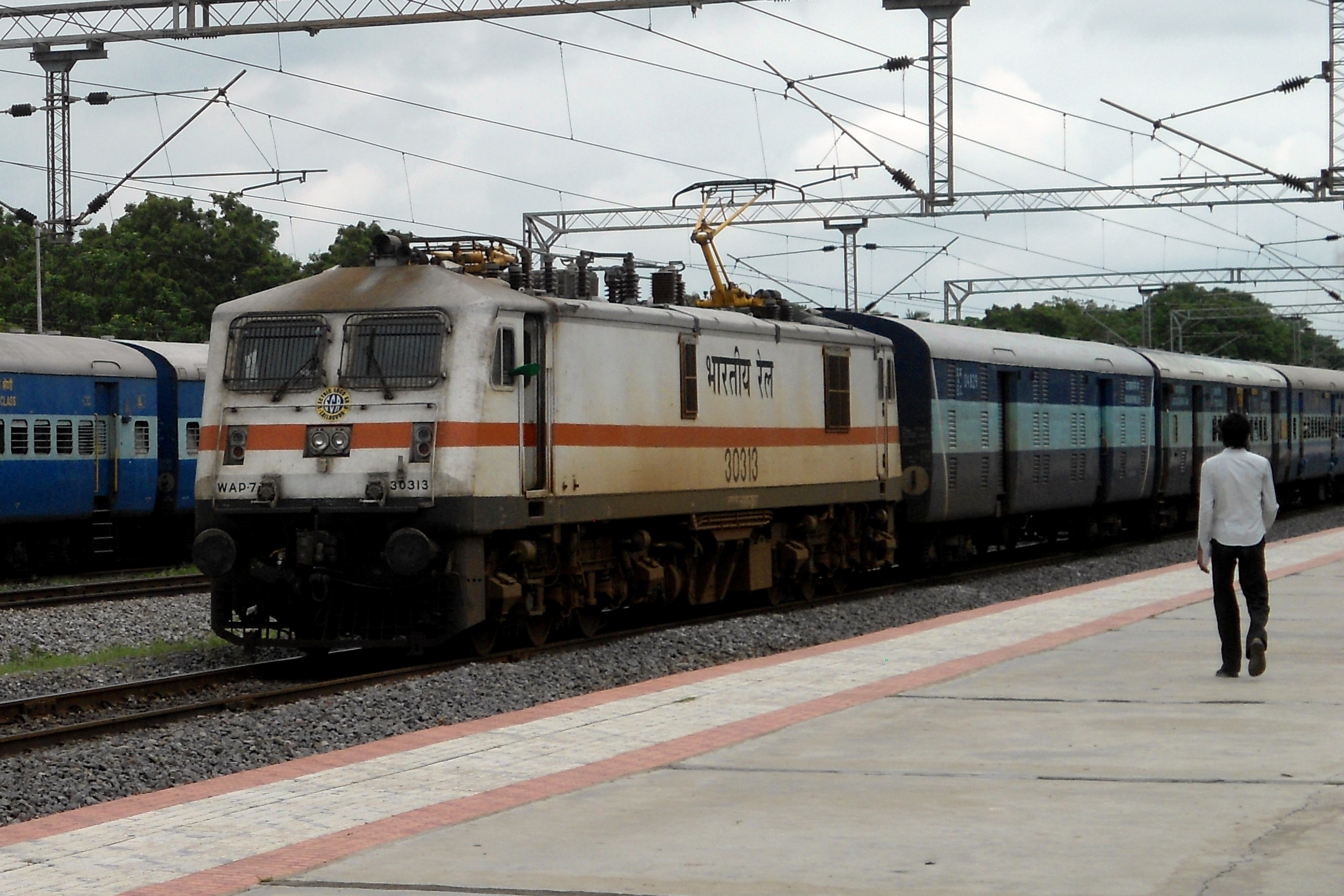
Breitspurlokomotive für den schweren Reisezugverkehr unter der 25 kV Wechselstromfahrleitung mit der Bezeichnung WAP-7.

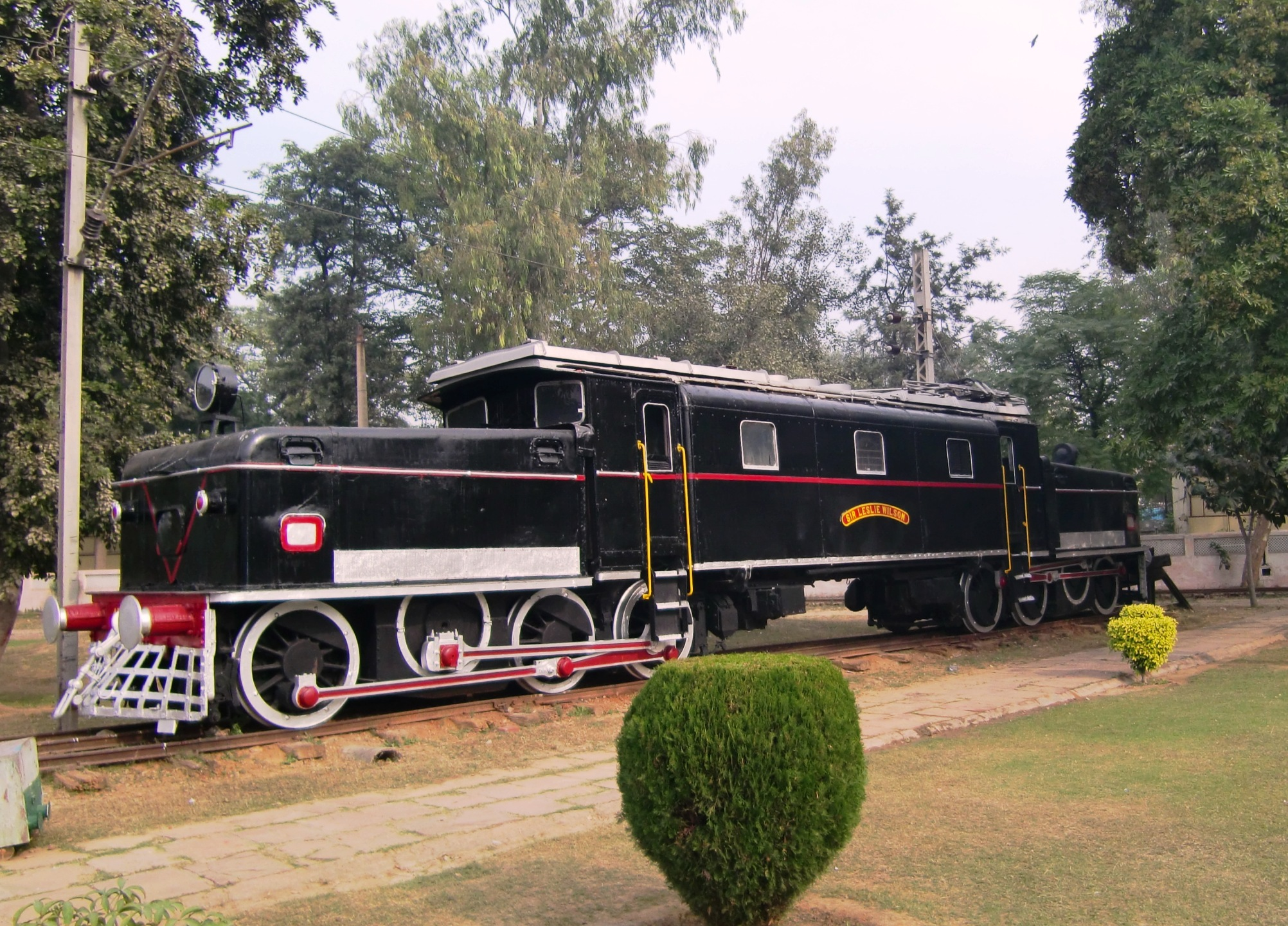
Breitspurlokomotive für Güterzüge unter der Gleichstromfahrleitung mit der Bezeichnung WCG1 im Eisenbahnmuseum in New Delhi

Bei Indian Railways werden die Fahrzeuge mit einer aus drei Buchstaben bestehenden Bezeichnung versehen, der eine Ziffer folgt. Aus den Buchstaben geht die Spurweite, die Antriebsart und der Einsatz des Fahrzeuges hervorgeht. Die Ziffer dient zum Unterscheiden der einzelnen Baureihen, welche die gleiche Buchstabenbezeichnung tragen. Sie folgt meist mit einem Bindestrich hinter der Buchstabenbezeichnung, der aber manchmal auch weggelassen wird oder durch einen Leerschlag ersetzt ist. Ebenso werden die beiden ersten Buchstaben oft weggelassen, wenn aus dem Zusammenhang hervorgeht, welche Baureihe gemeint ist. So wird im täglichen Gebrauch aus einer WAP-7 oft eine P7. 

## Bedeutung der Buchstaben
Die einzelnen Buchstaben haben folgende Bedeutung:

### Erster Buchstabe (Spurweite)
- W: Wide Gauge = Breitspur
- Y: Yard Gauge = Meterspur
- Z: Schmalspur (2 ft 6 in, 610 mm)
- N: Narrow Gauge = Schmalspur

### Zweiter Buchstaben (Antriebsart)
- D: Diesel = Dieselantrieb
- C: Direct Current = Gleichstrom
- A:  Alternating current = Wechselstrom
- CA: DC and AC = für Gleich- und Wechselstrom
- B: Battery = Batterieantrieb

### Dritter Buchstabe (Einsatz)
- G: Goods = Güterverkehr
- P: Passenger = Personenverkehr
- M: Mixed = Gemischter Betrieb, für Güter- und Personenverkehr
- S: Shunting = Rangierlokomotive
- U: Multiple Units = Triebwagen
- R: Railcars = Schienenbus